# Kris Marshall
Kristopher Marshall (Malmesbury, 1º aprile 1973) è un attore britannico.

## Biografia
Inizia la sua carriera di attore fin da bambino, ma si rende noto al pubblico mondiale per aver recitato in Love Actually - L'amore davvero, Il mercante di Venezia e Un matrimonio all'inglese. Attualmente vive a Windsor, dopo essere cresciuto tra Malmesbury, Canada e Hong Kong.

## Vita privata
Nel 2012 ha sposato Hannah Dodkin da cui ha avuto due figli: Thomas e Elsie. Hanno vissuto a Bath dal 2014. In precedenza avevano vissuto nella zona di Long Barton di Wells.

## Filmografia

### Cinema
- Closing Numbers, regia di Stephen Whittaker (1993)
- Dead Babies, regia di William Marsh (2000)
- The Most Fertile Man in Ireland, regia di Dudi Appleton (2000)
- Five Seconds to Spare, regia di Tom Connolly (2000)
- Je t'aime John Wayne, regia di Toby MacDonald - cortometraggio (2001)
- Iris - Un amore vero (Iris), regia di Richard Eyre (2001)
- Mexicano, regia di Toby MacDonald - cortometraggio (2002)
- Le quattro piume (The Four Feathers), regia di Shekhar Kapur (2002)
- Deathwatch - La trincea del male (Deathwatch), regia di Michael J. Bassett (2002)
- Love Actually - L'amore davvero (Love Actually), regia di Richard Curtis (2003)
- Il mercante di Venezia (The Merchant of Venice), regia di Michael Radford (2004)
- Slipp Jimmy fri, regia di Christopher Nielsen (2006) - voce
- Funeral Party (Death at a Funeral), regia di Frank Oz (2007)
- The Amazing Trousers, regia di William Felix Clark - cortometraggio (2007)
- World of Wrestling, regia di Ben Gregor - cortometraggio (2007)
- Un matrimonio all'inglese (Easy Virtue), regia di Stephan Elliott (2008)
- Meant to Be - Un angelo al mio fianco, regia di Paul Breuls (2010)
- Tre uomini e una pecora (A Few Best Men), regia di Stephan Elliott (2011)
- Oka!, regia di Lavinia Currier (2011)
- Tre uomini e una bara (A Few Less Men), regia di Mark Lamprell (2017)
- Natale con il babbo (Father Christmas Is Back), regia di Philippe Martinez (2021)
- Promises, regia di Amanda Sthers (2021)

### Televisione
- Trial & Retribution – serie TV, episodi 2x01-2x02 (1998)
- Metropolitan Police – serie TV, episodi 12x71-15x48 (1996-1999)
- Metropolis – miniserie TV (2000)
- Dead Casual, regia di Julian Holmes - film TV (2002)
- Zivago (Doctor Zhivago) – miniserie TV (2002)
- My Life in Film – serie TV, 6 episodi (2004)
- My Family – serie TV, 45 episodi (2000-2005)
- Funland – serie TV, 11 episodi (2005)
- Murder City – serie TV, 10 episodi (2004-2006)
- Catwalk Dogs, regia di Tim Sullivan - film TV (2007)
- Sold – serie TV, 6 episodi (2007)
- Heist, regia di Justin Hardy - film TV (2008)
- Human Target – serie TV, episodio 1x07 (2010)
- D.O.A, regia di Ben Gregor - film TV (2010)
- Traffic Light – serie TV, 13 episodi (2011)
- Delitti in Paradiso (Death in Paradise) - serie TV, 30 episodi (2014-2017)
- Sanditon – serie TV, 20 episodi (2019-2023)
- Beyond Paradise – serie TV (2023-in corso)

## Doppiatori italiani
Nelle versioni in italiano dei suoi film, Kris Marshall è stato doppiato da
- Simone Mori in Tre uomini e una pecora, Tre uomini e una bara, Natale con il babbo
- Franco Mannella in Un matrimonio all'inglese, Delitti in Paradiso, Beyond Paradise
- Nanni Baldini in Funeral Party, My Life in Film
- Niseem Onorato ne Il mercante di Venezia, My Family (1ª voce)
- Christian Iansante in Love Actually - L'amore davvero, Sanditon
- Roberto Gammino ne Le quattro piume, Promises
- Pierluigi Astore in Deathwatch - Trincea del male
- Davide Albano in My Family (2ª voce)
- Edoardo Stoppacciaro in Traffic Light
- Giorgio Borghetti in Human Target
- Oreste Baldini in Meant to be
- Tony Sansone in Iris

## Riconoscimenti
- 2002 – British Comedy Awards
  - Miglior debutto in una commedia televisiva (per My Family)

- 2004 – Phoenix Film Critics Society Awards
  - Nomination Miglior cast (per Love Actually - L'amore davvero)